# Сава
Са́ва (серб. Сава, словен. Sava, хорв. Sava, венг. Száva) — река в юго-восточной Европе, правый приток Дуная (Черноморский бассейн). Длина реки — 945 км, площадь бассейна — 95 719 км². Расход воды в районе Загреба — 255 м³/с, в устье — 1722 м³/с.

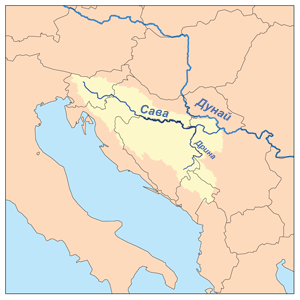
Бассейн реки Савы

Протекает по территории Словении, Хорватии, Боснии и Герцеговины (образуя её северную границу) и Сербии.
Сава берёт своё начало в горах Словении к северо-западу от Любляны в месте слияния двух рек — Сава-Долинки и Сава-Бохиньки, впадает в Дунай в одном из районов Белграда — Земуне.
Судоходна на протяжении 593 км от города Сисак в Хорватии до устья.
Крупные притоки:
- Правые — Любляница, Мирна, Крка (Словения); Купа, Уна (Хорватия), Врбас, Босна (Босния)[2], Дрина (граница Сербии и Боснии и Герцеговины), Ерез (Сербия), Колубара (Сербия).
- Левые — Камнишка-Быстрица, Савинья (Словения), Сутла, Крапина, Лонья (Хорватия), Босут (Сербия).

Крупнейший приток — Дрина.
На реке расположены многочисленные города:
- Словения — Крань, Лития, Севница, Кршко, Брежице, Загорье-на-Саве[англ.], Храстник.
- Хорватия — Загреб, Сисак, Славонски-Брод, Жупаня.

В месте, где Сава является границей между Хорватией и Боснией и Герцеговиной, на ней расположено несколько «парных» городов по обе стороны от реки:
- Хорватия / Босния и Герцеговина — Стара-Градишка / Босанска-Градишка, Давор / Србац, Славонски-Брод / Брод (ранее Босански-Брод и Сербски-Брод), Жупаня / Орашье, Гунья[англ.] / Брчко.
- Сербия — Сремска-Митровица, Белград.

Несмотря на то, что Любляна была основана на берегах притока Савы — Любляницы, новые кварталы города подходят к Саве, что позволяет говорить о том, что Сава соединяет три столицы — Любляну, Загреб и Белград. Река имеет большое транспортное значение.
Название реки впервые упоминает Плиний как Savus. По мнению Владимира Георгиева, название реки — иллирийского происхождения, от пра-и.е. sowo-s, ср. греч. ΰει «идёт дождь».

## Фотографии

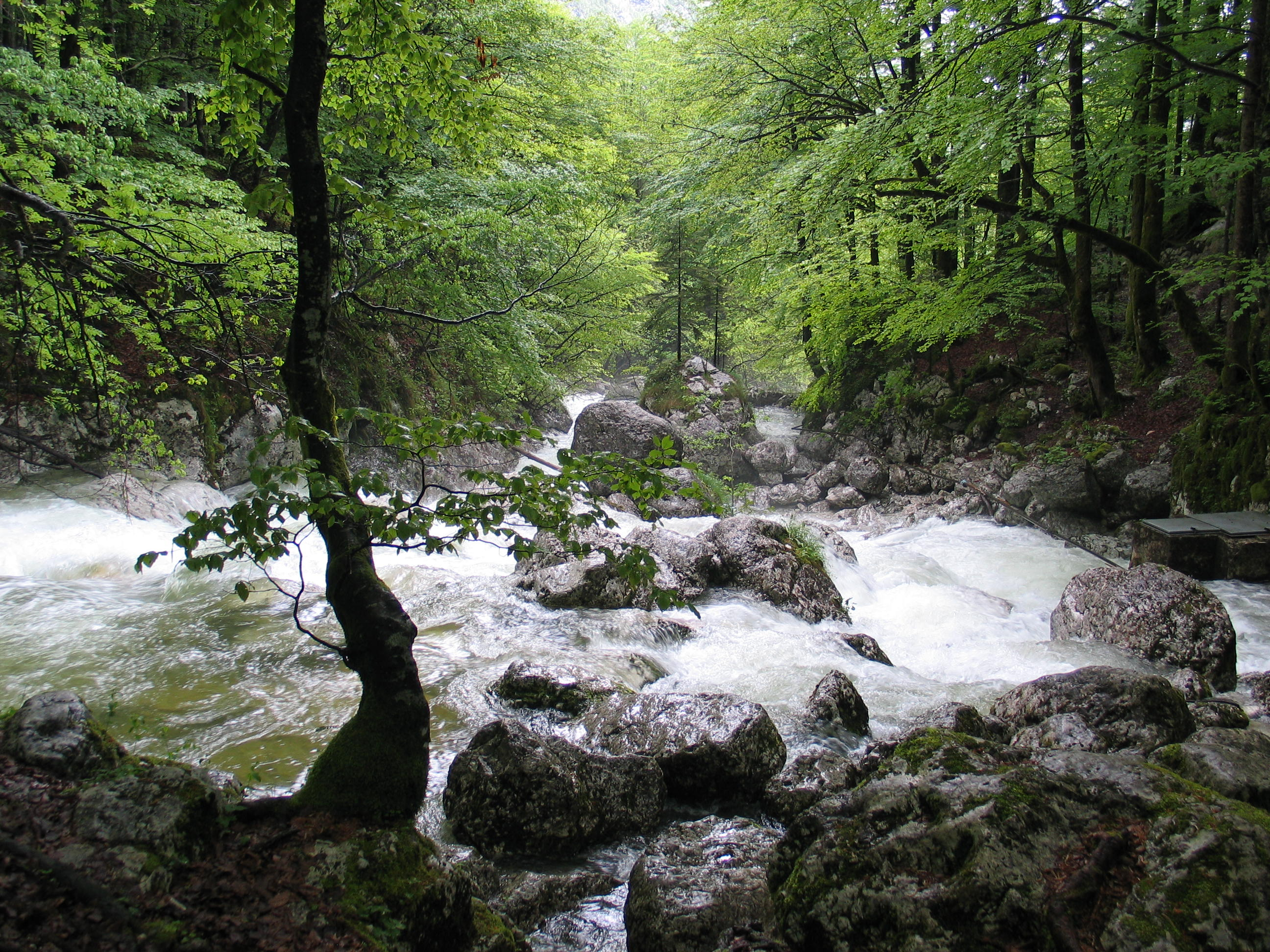
Сава-Бохинька (Словения)
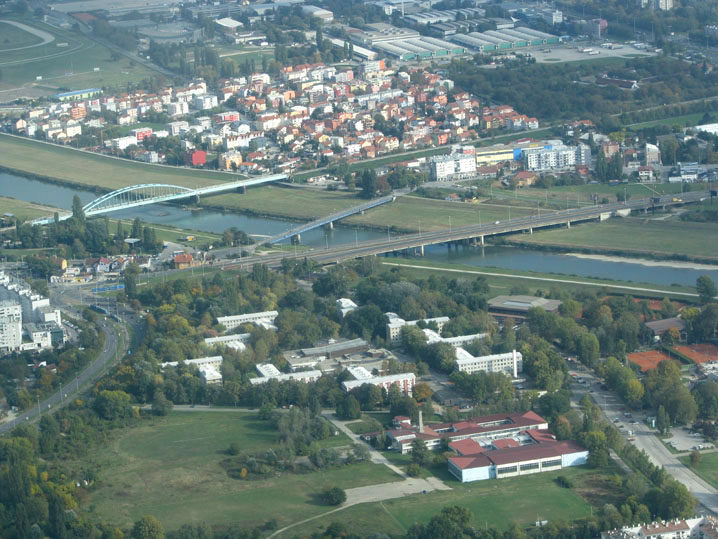
Мосты через Саву в Загребе (Хорватия)
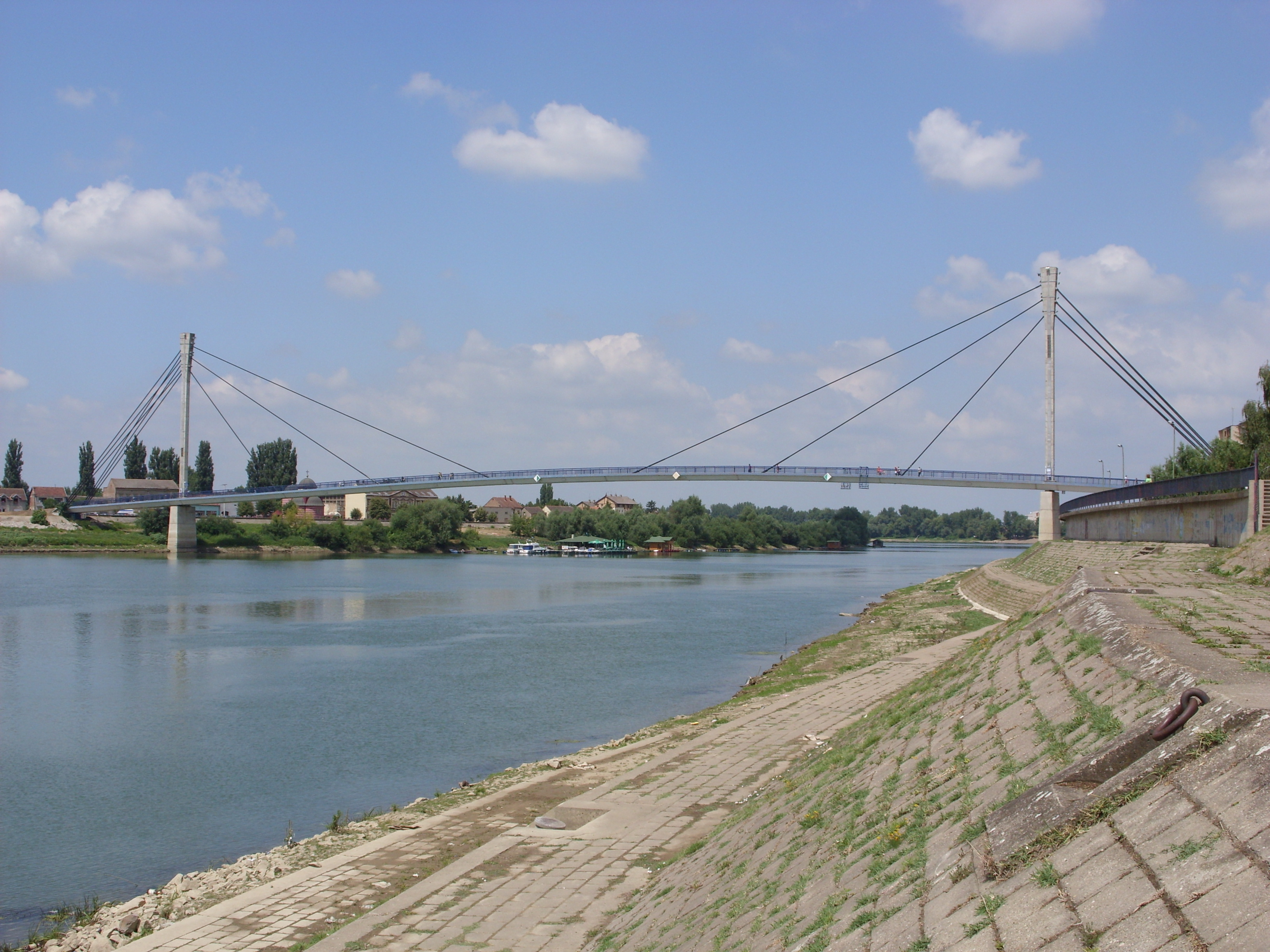
Сава в Сремска-Митровице (Сербия)
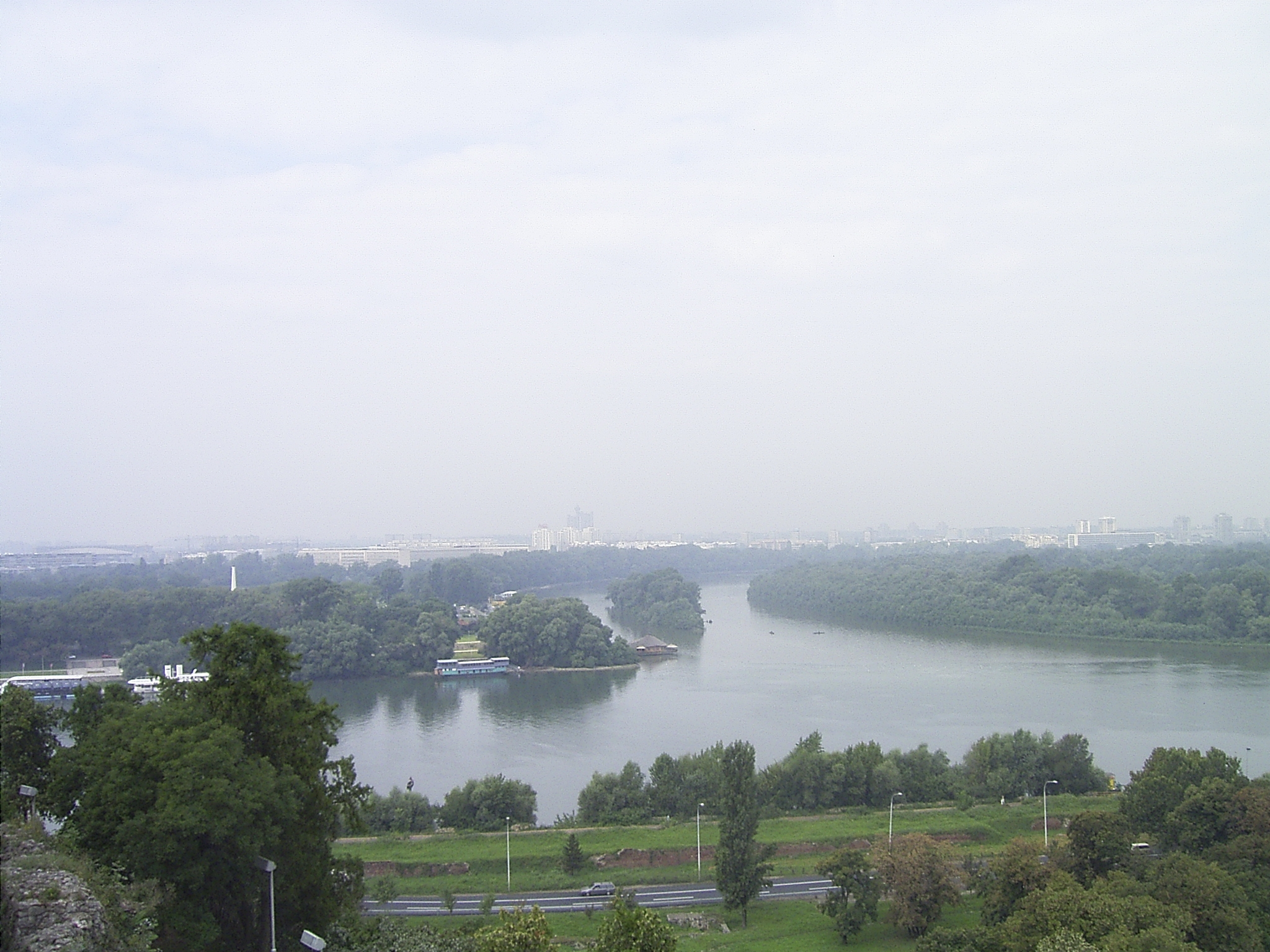
Место впадения Савы в Дунай